# الجورجان
الجورجان هي رواية تاريخ بديل ورواية بوليسية مثيرة شارك في كتابتها مؤلف الخيال العلمي هاري تورتليدوف والممثل الحائز على جائزة الأوسكار ريتشارد درايفوس. لقد تم نشرها في الأصل عام 1995 من قبل هودر وستوكتون في المملكة المتحدة، وفي عام 1996 من قبل كتب تور في الولايات المتحدة، وتم ترشيحها لجائزة Sidewise للتاريخ البديل عام 1995.

## الخلفية

العلم المستخدم في عالم الجورجان يشبه " علم الاتحاد الكبير" للولايات المتحدة. وفي عالم الجورجان، تم الاحتفاظ به بشكل دائم باسم "Jack and Stripes"، وهو علم اتحاد أمريكا الشمالية داخل الإمبراطورية البريطانية

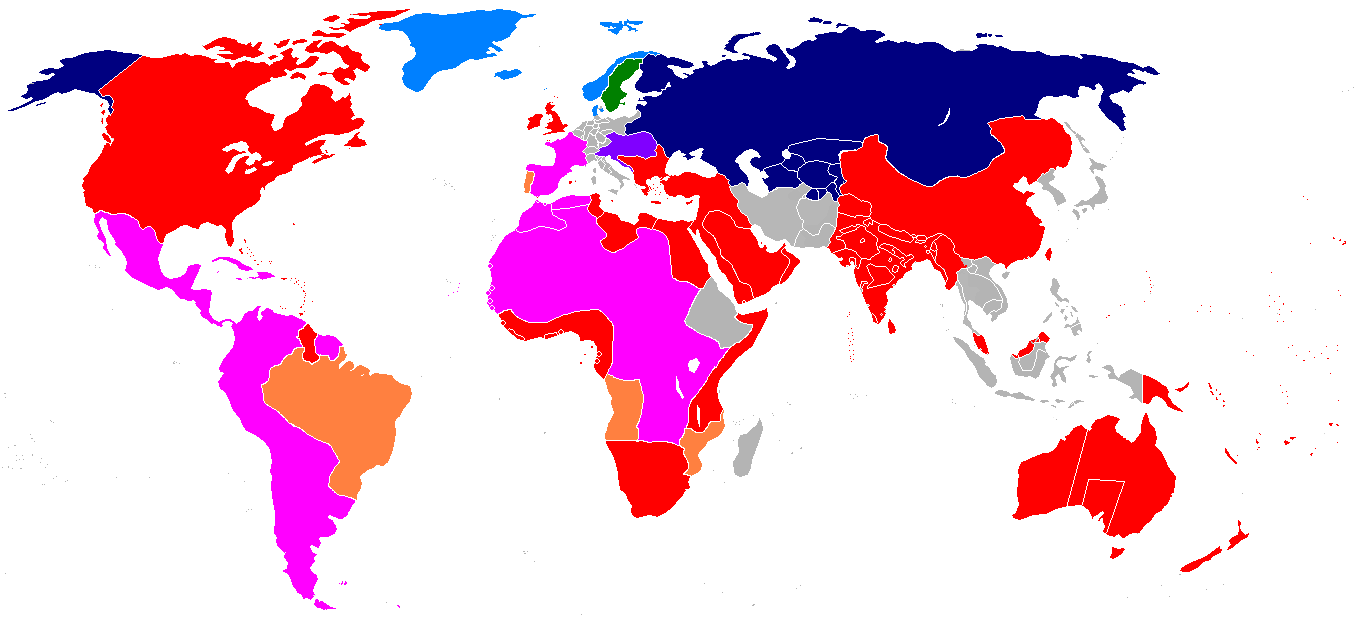
خريطة العالم في الجورجان. الإمبراطورية البريطانية ومحمياتها وسيطرتها موضحة باللون الأحمر؛ اللون الوردي هو إقليم «التحالف المقدس» الفرنسي-الإسباني؛ البرتقالي هو إقليم برتغالي؛ الأرجواني هو الإمبراطورية النمساوية. الأخضر هو السويد. الأزرق الفاتح هو الإمبراطورية الدنماركية والأزرق الغامق يمثل الإمبراطورية الروسية. الملكية والتنظيم السياسي للمناطق الرمادية غير واضح.

ولأكثر من قرنين من الزمان، ما كان يمكن أن يصبح الولايات المتحدة القارية وكندا كان اتحاد أمريكا الشمالية، وهو هيمنة ذاتية الحكم داخل الإمبراطورية البريطانية مع الاحتفاظ بألاسكا تحت حكم روسيا. يشير عنوان الرواية إلى لوحة خيالية من غينزبرة تحيي ذكرى الاتفاقية بين جورج واشنطن وجورج الثالث ملك المملكة المتحدة والتي أنهت الثورة الأمريكية سلميًا. أصبحت اللوحة نفسها رمزًا للوحدة الوطنية.
كان أداء الأمريكيين الأصليين أفضل بكثير مما كان عليه الحال في تاريخنا، حيث تمكنت قبائل مثل الإيروكوا والشيروكي من الحفاظ على جزء كبير من أراضيهم والتمتع بالحكم الذاتي، حيث يمكن مقارنتهم بوضع الولايات الأميرية في الهند البريطانية.
ونظرًا لأن اتحاد أمريكا الشمالية ظل في الإمبراطورية البريطانية بعد مفاوضات سلمية، تم قمع الثورة الفرنسية عند اقتحام سجن الباستيل من قبل القوات تحت قيادة نابليون بونابرت في خدمة لويس السادس عشر ملك فرنسا، وبالتالي الحفاظ على نظام بوربون الملكي. وبحلول القرن العشرين، وُجدت فرنسا وإسبانيا داخل اتحاد شخصي يهيمن عليه الفرنسيون، التحالف المقدس، الذي يسيطر على معظم أمريكا اللاتينية وشمال إفريقيا ويحكمه فرانسوا الرابع.
شمل إلغاء الرق في الإمبراطورية البريطانية عام 1833 العبيد في أمريكا الشمالية. بحلول القرن العشرين، ازدهر السود المتحررون، وحصلوا على التعليم وشهدوا حراكًا اجتماعيًا سريعًا وتصاعديًا، وأصبحوا مجتمعًا من الطبقة المتوسطة بشكل أساسي. وعلى العكس من ذلك، ظل المجتمع الأيرلندي الأمريكي يمثل الطبقة العاملة الفقيرة في الغالب، ويعيشون على العمل البدني الشاق مثل تعدين الفحم الذي يعتمد عليه اتحاد أمريكا الشمالية للحصول على طاقته. خلق هذا شعورًا بالغيرة المريرة بين الإيرلنديين، وقد جاء الكثير منهم لدعم أبناء الحرية، وهي منظمة إرهابية تريد أن ترى أمريكا تصبح مستقلة عن الإمبراطورية البريطانية وتروج لأيديولوجية عنصرية بشكل صارخ وكراهية الأجانب.
في القرن العشرين، كانت إمبراطوريات بريطانيا العظمى والتحالف المقدس وروسيا هي القوى الكبرى في العالم، حيث كانت الإمبراطورية النمساوية قوة أوروبية برية متوسطة تطمع في أراضي البلقان ولم تصبح ألمانيا ولا إيطاليا دولتين قوميتين موحدين.
وكما في الحرب المكسيكية الأمريكية في تاريخنا، فقد شهد منتصف القرن التاسع عشر قيام بريطانيا واتحاد أمريكا الشمالية بغزو جزء كبير من إسبانيا الجديدة (بما في ذلك أيضًا شبه جزيرة باخا كاليفورنيا في هذه الحالة) من التحالف المقدس. تم تغيير اسم مدينة لوس أنجلوس إلى نيو ليفربول وتطورت لتصبح واحدة من أكبر مدن اتحاد أمريكا الشمالية ومقاطعة كاليفورنيا العليا.

## القصة
سُرقت لوحة الجورجان، التي تُعرض في نيو ليفربول، بينما يُشتت انتباه الجمهور بمقتل «الصريح» ديك (المعروف أيضًا باسم 'تريكي' ديك)، ستريمر كينغ، بائع سيارات مستعملة معروف على المستوى الوطني. وفي مكانها، تم ترك جراموفون مع تسجيل «يانكي دودل»، وهي أغنية تخريبية سيئة السمعة بمثابة نشيد أبناء الحرية.
يقود العقيد توماس بوشيل من شرطة الخيالة الملكية الأمريكية عملية البحث عن اللوحة، برفقة أمينها السابق الدكتورة كاثلين فلانيري والكابتن صمويل ستانلي. وبعد بضعة أيام، تم استلام مذكرة فدية من أبناء الحرية. أبلغ الحاكم العام لاتحاد أمريكا الشمالية، السير مارتن لوثر كينغ، بوشيل بثقة أنه يجب استعادة اللوحة قبل زيارة الدولة للملك الإمبراطور تشارلز الثالث، وإلا ستضطر الحكومة إلى دفع فدية الأبناء البالغة خمسين مليون جنيه إسترليني.
البحث يأخذ بوشيل، وفلانري، وستانلي في جميع أنحاء البلاد عبر منطاد (شكل متقدم من سفينة هوائية)، وقطار، وباخرة. كما التقوا بالعديد من أعضاء «أبناء الحرية»، بما في ذلك محرر "الفطرة السليمة" جون إف كينيدي.
بعد مطاردة العديد من الخيوط المزيفة والمشتبه بهم الخطأ، وصل بوشيل ورفاقه إلى فيكتوريا (عاصمة الأمة، على الجانب الجنوبي من نهر بوتوماك على الجانب الآخر من جورج تاون في ماريلاند)، ووجدوا اللوحة قبل ساعة من وصول الملك. كما كشفوا أيضًا عن الجناة الحقيقيين: التحالف المقدس والضابط الأعلى لبوشيل والمتعاطف السري مع أبناء الحرية، الفريق السير هوراس براغ، الذي كانت عائلته تمتلك عبيدًا في السابق. ثم أحبط بوشنل محاولات براغ لاغتيال الملك، أولاً بإطلاق النار ثم بقنبلة مخبأة في إطار لوحة الجورجان. وعندما تم القبض على براغ وانتظاره المحاكمة، تجادل هو وبوشيل حول نتائج حرب محتملة ضد التحالف المقدس والانتفاضة الأمريكية الانفصالية الناتجة عن سرقة اللوحة. وفي وقت لاحق، حصل كل من بوشيل وستانلي على لقب فارس من قبل الملك تشارلز لإنجازاتهما.

## مقاطعات اتحاد أمريكا الشمالية
يتكون اتحاد أمريكا الشمالية من عدة مقاطعات وفقًا للخريطة الموجودة في الكتاب.

## الاستقبال
أدرجت هيوستن كرونيكل الرواية كواحدة من العديد من الأعمال الخيالية التي صورت السود كرئيس للسلطة التنفيذية، في هذه الحالة كان السير مارتن لوثر كينغ، الحاكم العام لأمريكا الشمالية. تشيد بابليشرز ويكلي بعالم الرواية «المميز والمشوه بشكل مبهج» حيث «تلعب الشخصيات الجذابة قصة مشوقة ومرضية». وصفت سكول لايبراري جورنال الرواية بأنها «قصة سريعة الخطى وملفتة للنظر».

## مواضيع مماثلة في أعمال أخرى
واشنطن ديريبل، وهي جزءٌ من سلسلة حروب الخط الزمني لجون بارنز، لها موضوع مماثل: يتمكن مسافر عبر الزمن من تعيين بنجامين فرانكلين كمدرس للشاب جورج الثالث - مما يجعله ملكًا ليبراليًا، وحسن التصرف تجاه مستعمري أمريكا الشمالية. لقد كانت النتيجة، كما هو الحال في رواية الجورجان، هي جدول زمني بديل للتاريخ يتم فيه تجنب حرب الاستقلال الأمريكية وتظل أمريكا الشمالية جزءً من إمبراطورية بريطانية معطاءة نسبيًا.